# Earth Moving
Earth Moving ist ein Studioalbum des britischen Musikers Mike Oldfield aus dem Jahr 1989. Es ist sowohl der Titel des Albums als auch eines einzelnen gesungenen Titels.

## Das Album
- Earth Moving markierte 1989 das Ende der Phase, in der Oldfield (wie von Virgin Records gefordert) auf Kommerz setzte und gut auszukoppelnde Gesangsstücke schrieb. Diese Phase begann 1979 und umfasste die Alben Platinum, QE2, Five Miles Out, Crises, Discovery und Islands. Ab dem Folgealbum Amarok setzte Oldfield – mit Ausnahme von Heaven’s Open (1991) und Man on the Rocks (2014) – wieder auf reine Instrumentalmusik.
- Earth Moving war das letzte für Virgin leicht zu vermarktende Album, da Oldfield mit den eher unorthodoxeren Nachfolgealben Amarok und Heaven’s Open in die Offensive ging und sich schließlich von diesem Label trennte.
- Earth Moving war (ebenfalls auf Bestreben des Labels) bis zur Veröffentlichung von Man On The Rocks im März 2014 das einzige Album des Künstlers, auf dem nicht ein einziges Instrumentalstück zu finden ist.

## Titelliste
1. Holy (gesungen von Adrian Belew) – 4:37
2. Hostage (gesungen von Max Bacon) – 4:09
3. Far Country (gesungen von Mark Williamson) – 4:25
4. Innocent (gesungen von Anita Hegerland) – 3:30
5. Runaway Son (gesungen von Chris Thompson) – 4:05
6. See The Light (gesungen von Chris Thompson) – 3:59
7. Earth Moving (gesungen von Nikki 'B' Bentley) – 4:03
8. Blue Night (gesungen von Maggie Reilly) – 3:47
9. Nothing But/Bridge To Paradise (gesungen von Carol Kenyon/Max Bacon) – 8:40

## Liedinformationen
Das letzte Stück besteht aus zwei Liedern, die mit einer kurzen Pause ineinander übergehen, thematisch und inhaltlich jedoch nichts gemeinsam haben.
Die Disco Mix-Version des Songs Earth Moving wurde auch auf Max Bacons Soloalbum From The Banks Of The River Irwell veröffentlicht.
Das Stück Hostage beginnt mit einer deutschen Verkehrsmeldung (5 Sekunden): "... Autobahn A3: Von Hannover in Richtung Oberhausen zwischen Autobahn ...". Es ist die Meldung anlässlich der Sperrung der A3 aufgrund einer Polizeiaktion bei der Geiselnahme von Gladbeck im Jahre 1988, auf die sich auch der Titel des Stücks bezieht.

## Chartplatzierungen
Den größten Erfolg hatte das Album in Deutschland, wo es bis auf Platz eins kletterte, und auch die Single ‚Innocent‘ schaffte es in die Top 10.